# وينستون إيد
وينستون إيد (بالإنجليزية: Winston Ide)‏ هو لاعب اتحاد الرغبي وجندي أسترالي، ولد في 17 سبتمبر 1914 في سيدني في أستراليا، وتوفي في 12 سبتمبر 1944 في بحر الصين الجنوبي في ماليزيا بسبب غرق.